# Иоанн IX (патриарх Иерусалимский)
Иоанн IX Иерусалимский (греч. Ιωάννης Θ΄ Ιεροσολύμων) — патриарх Иерусалимский в 1156/1157—1166 годах. Иоанн занимал кафедру в период после Первого крестового похода, когда между 1098 и 1187 годами в Иерусалиме существовал только латинский патриархат. О православных патриархах этого времени известно очень мало. Одним из немногих достоверных сведений об Иоанне IX является его участие в соборе против наречённого патриарха Антиохийского Сотириха Пантевгена в мае 1157 года.
Первое исследование, специально посвящённое этому патриарху, предпринял в 1973 году Бенедикт Энглезакис (B. Englezakis, «Jean le Chrysostomite, Patriarche de Jérusalem au XIIe siècle»). Б. Энглезакис обнаружил ранее неопубликованный типикон монастыря Иоанна Златоуста в Куцовендисе (северная часть острова Кипр). Под 24 апреля в нём упоминается некий Иоанн Хризостомит (греч. Ἰωάννου τοῦ Χρυσοστομίτου), которого Энглезакис отождествил в Иоанном IX Иерусалимским. В 1994 году Петер Планк отождествил его с Иоанном Меркопулом, автором двойного жития Иоанна Дамаскина и Космы Мелодиста. Этот же исследователь обнаружил рукопись XIII века, содержащую сборник эпиграмм, 7 из которых относятся к Иоанну IX и проливают свет на некоторые этапы его жизненного пути. Во всех этих стихотворениях Иоанн упоминается как «создатель» (греч. εἰκόνες), то есть некоторых художественных произведений; при этом, в силу традиций того времени, обозначение Иоанна как их «создателя» обозначает скорее заказчика, чем художника. Согласно эпиграмме VII, Иоанн принял монашеский сан в палестинской лавре Саввы Освященного, что не противоречит гипотезе об авторстве житий Дамаскина и Мелодиста, которые оба были там монахами. Из другой эпиграммы известно, что в Константинополе он занимал не только пост титулярного патриарха Иерусалимского, но и был настоятелем монастыря святого Диомида, расположенного в столичном пригороде Иерусалим (на месте южной части крепости Едикуле).
Лев Аллаций в работе «De Ecclesiæ occidentalis et orientalis perpetua consensione» (1648, p. 871) упоминает труд Иоанна об исхождении Святого Духа. Рассуждения Иоанна о трех причинах против опресноков опубликовал в 1698 году патриарх Иерусалимский Досифей II в трактате «Τόμος Αγάπης: Κατά Λατίνων».